# François Légitime
François Denys Légitime (Jérémie, 20 de novembro de 1841 - Porto Príncipe, 29 de julho de 1935) foi presidente do Haiti.